# U8650 Sonic
Huawei U8650 Sonic — смартфон.
В России выпускается под брендом компании «МТС» под именем «МТС 955» в рамках новой линейки телефонов.

## Описание
Корпус телефона выполнен из пластика и может быть чёрного или белого цвета. Вместе с покупкой телефона для участников программы «МТС Бонус» присваивается 2170 баллов. Операционная система смартфона при покупке Android 2.3.4, однако на сайте Интернет-магазина МТС есть обновление до версии 2.3.5, процессор: Qualcomm MSM7227, его частота 0,6 ГГц. Архитектура процессора — ARMv6, поэтому многие игры с ARMv7 требующие больших ресурсов, не работают. Разъем для наушников стандартный для большинства телефонов — 3.5 мм. Есть поддержка карт памяти MicroSD объёмом до 32 Гб.

## Экран
- Технология TFT
- Размер экрана — 3,5"
- Поддержка 262.14 тыс. цветов
- Емкостной дисплей 2 касания
- Разрешение экрана — 320x480
- Автоматический поворот дисплея